# 拉古納海灘 (佛羅里達州)
拉古納海灘（英語：Laguna Beach）是位於美國佛羅里達州貝縣的一個人口普查指定地區。

## 地理
拉古納海灘的座標為30°14′58″N 85°56′22″W / 30.24944°N 85.93944°W，而該地最高點為海拔高度7米（即23英尺）。

## 人口
根據2010年美國人口普查的數據，拉古納海灘的面積為6.80平方千米，當中陸地面積為6.20平方千米，而水域面積為0.60平方千米。當地共有人口3932人，而人口密度為每平方千米578人。